# François d'Orbay
François d'Orbay (París, 1634-1697) fue un arquitecto francés.

## Biografía
Era hijo de François d'Orbay, maestro de obras de los edificios del rey, síndico de la comunidad de maestros albañiles parisinos. Viajó a Roma en 1660-1661 y propuso una escalera para la Trinité-des-Monts. A su regreso a París, entró en el estudio de Louis Le Vau, de quien se convirtió en yerno. D'Orbay comenzó dirigiendo, con Pierre Lambert, la obra de la iglesia del Colegio de las Cuatro Naciones y varias grandes obras en el Palacio del Louvre y en el Palacio de las Tullerías, bajo la dirección de su maestro, con 1200 libras de salario, desde 1662 hasta 1665.
Durante este tiempo levantó la Iglesia de las Monjas Premonstratenses (grabado por Marot). El 3 de mayo de 1664, dio una liquidación de 600 libras, la mitad de sus salarios de 1663, como retenidos para  la arquitectura y administración de los edificios del rey. El 10 de agosto de 1666, todavía dio un recibo de 400 libras por el trabajo realizado por él como arquitecto de los edificios del rey. En 1671, recibió 1200 libras de gratificación por los dibujos, planos y gestión de los edificios reales. Al mismo tiempo, erigió el portal de la Iglesia de la Trinidad, rue Saint-Denis (también grabado por Marot) (destruido). Finalmente, el 31 de diciembre del mismo año, fue admitido en la Academia real de arquitectura, momento de su fundación. A la muerte de su suegro, se convirtió en arquitecto del rey Luis XIV.
De 1667 a 1676, d'Orbay dirigió la obra realizada en Versalles por Le Vau. Miembro de la agencia de Louis Le Vau, propuso planos para el castillo en 1667. En 1669, aprovechando la ausencia de Le Vau que debía resolver problemas de fabricación de cañones en el Nivernais, modificó sus planos para volver a los que había propuesto en 1667. Después de la muerte de Louis Le Vau, actuó como primer arquitecto del rey sin recibir el título. En 1671-1672 construyó la segunda capilla del Palacio de Versalles, en el ala sur, destruida en 1674. Construyó la tercera capilla entre 1675 y 1678, abandonada en 1679. Completó la construcción del Trianon de porcelana en 1672. En 1673-1674, introdujo la iluminación cenital por primera vez en Francia para la gran escalera del rey. En 1674, Colbert intervino para que le pagaran sus honorarios, que no habían sido pagados desde la muerte de Louis Le Vau. Creó el Appartement des Bains entre 1672 y 1676. Fue retirado del astillero de Versalles en 1676 a favor de Jules Hardouin-Mansart, el favorito de Madame de Montespan
De 1686 a 1688, erigió el convento de los Capucines, rue Neuve-des-Petits-Champs y, en esta última fecha, el teatro de los Comédiens du Roi, rue des Fossés-Saint-Germain..Todavía le debemos en París, la obra de Saint-Germain-l'Auxerrois que habría hecho con Le Brun, la iglesia de los Prémontrés, de la Cruz Roja, el portal de la de la Trinidad, rue Saint-Dennis. A Lyon, 1682, erigió la portada de la antigua iglesia carmelita y la capilla de Villeroy. Fue él quien también hizo los planos de la puerta monumental, o arco triunfal de Montpellier, construido por d'Aviler en 1685 . D'Orbay aparece con 1000 libras en las cuentas de los edificios del rey de 1672 a 1680 y con 2000 libras en 1678.
Se le vinculó con Boileau, quien usó su testimonio para perjudicar a Perrault y disputarle la gloria de haber proporcionado los dibujos para la columnata del Louvre. A su muerte, su funeral tuvo lugar en Saint-Germain-l'Auxerrois . Se dice que d'Orbay grabó la arquitectura en las obras de teatro de Israel Silvestre.
Según el arquitecto Albert Laprade, François d'Orbay fue un genio no reconocido que fue denostado por cortesanos como Louis Le Vau o Jules Hardouin-Mansart pero en realidad demostró ser mejor dibujante que arquitecto.

## Galería

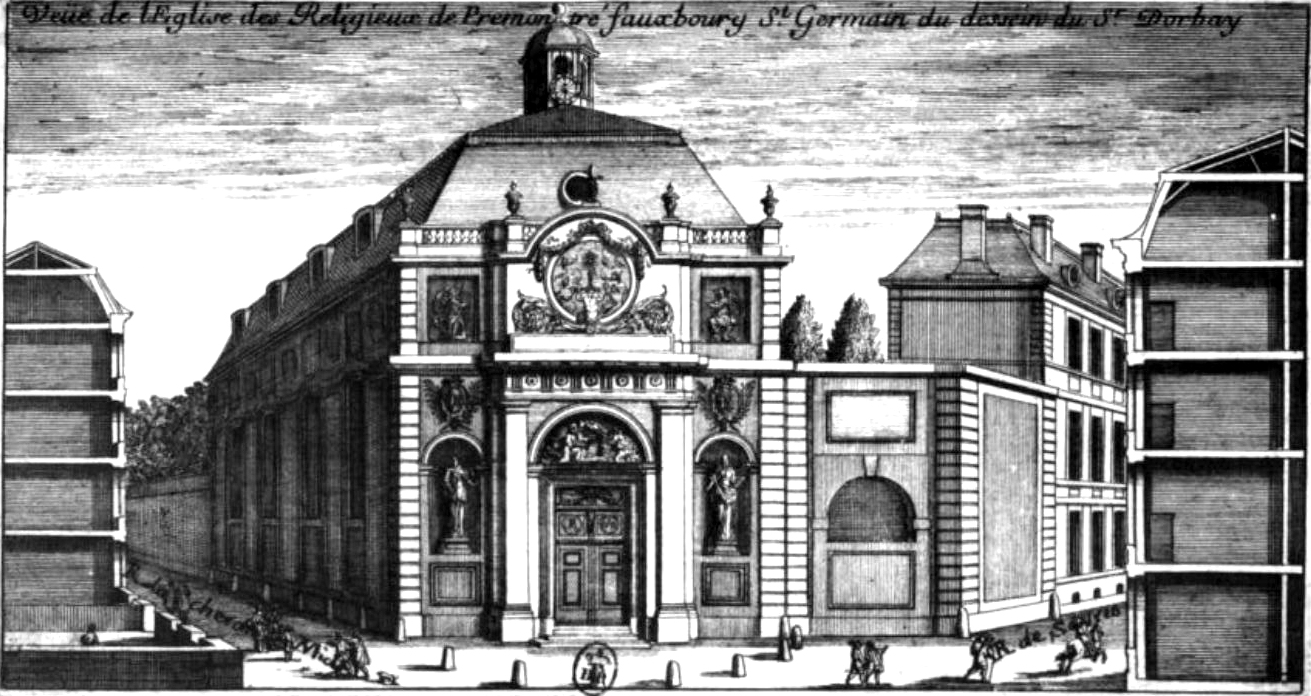
La Iglesia de los Premonstratenses, París
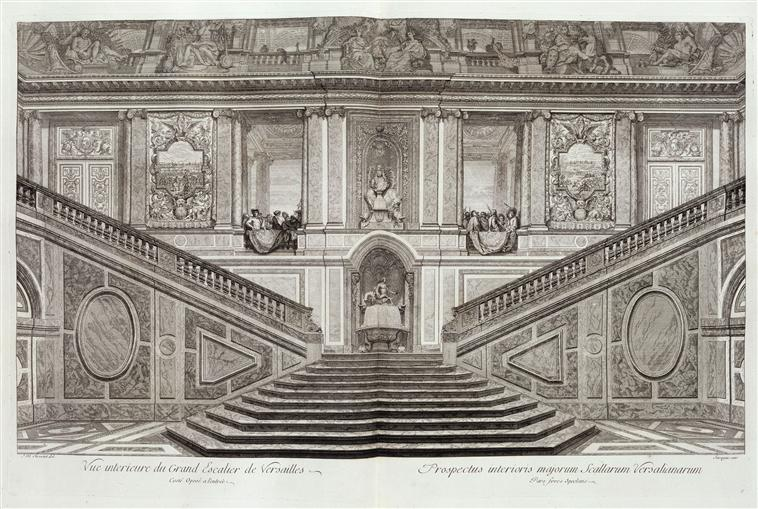
Escalera de los Embajadores
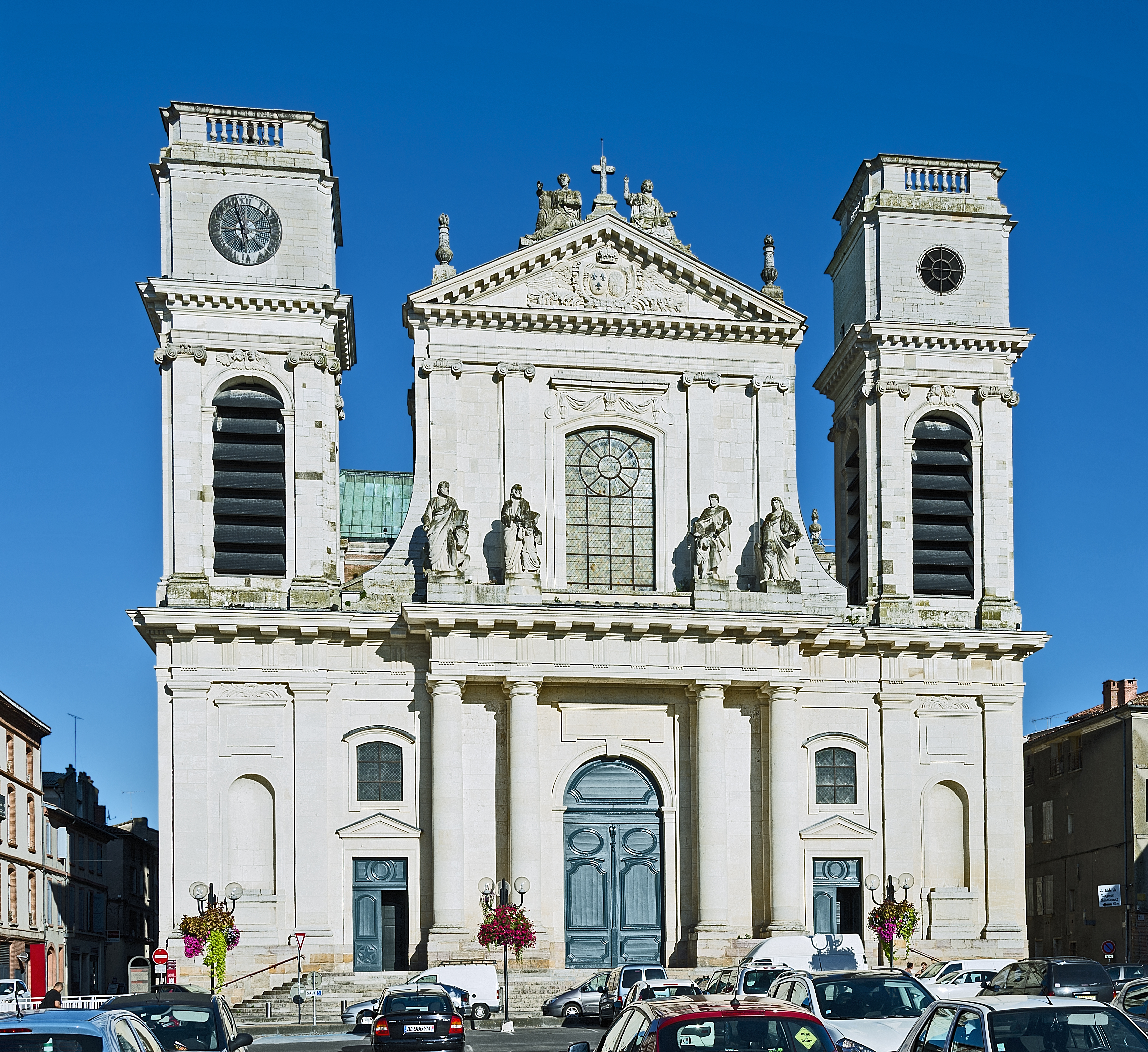
Catedral de Nuestra Señora de la Asunción de Montauban